# Чемпионат мира по стрельбе 1903
Чемпионат мира по стрельбе 1903 года прошёл в Буэнос-Айресе (Аргентина).

## Общий медальный зачёт
| Место | Страна    | Золото | Серебро | Бронза | Всего |
| ----- | --------- | ------ | ------- | ------ | ----- |
| 1     | Швейцария | 4      | 3       | 2      | 9     |
| 2     | Аргентина | 3      | 0       | 2      | 5     |
| 3     | Италия    | 0      | 4       | 2      | 6     |
| Всего | Всего     | 7      | 7       | 6      | 20    |

## Медалисты

### Винтовка
| Дисциплина                                    | Золото                                                                                        | Серебро                                                                                            | Бронза                                                                                             |
| --------------------------------------------- | --------------------------------------------------------------------------------------------- | -------------------------------------------------------------------------------------------------- | -------------------------------------------------------------------------------------------------- |
| Винтовка с трёх позиций, 300 метров           | Эмиль Келленбергер                                                                            | Луи Ришарде                                                                                        | Аттильо Конти                                                                                      |
| Винтовка лёжа, 300 метров                     | Луи Ришарде                                                                                   | Эмиль Келленбергер                                                                                 | Адольф Тоблер                                                                                      |
| Винтовка с колена, 300 метров                 | Эмиль Келленбергер                                                                            | Аттильо Конти                                                                                      | Луи Ришарде                                                                                        |
| Винтовка стоя, 300 метров                     | Хосе Массо                                                                                    | Эмиль Келленбергер                                                                                 | Чезаре Валерио                                                                                     |
| Винтовка с трёх позиций, 300 метров (команды) | Швейцария · Альфред Грюттер · Эмиль Келленбергер · Адольф Тоблер · Конрад Вюгер · Луи Ришарде | Италия · Алессандро Педерцоли · Алеардо Тибери · Аттильо Конти · Чезаре Валерио · Карло Верчеллоне | Аргентина · Армандо Кабрера · Херонимо Кьяппе Дукка · Хулио Канале · Кандидо Мартинес · Хосе Массо |

### Пистолет
| Дисциплина                                 | Золото | Серебро                                                                                           | Бронза                      |
| ------------------------------------------ | --- | ------------------------------------------------------------------------------------------------- | --------------------------- |
| Произвольный пистолет, 50 метров           | Беньямин Сегура                                                                                            | Чезаре Валерио                                                                                    | Марсело Торкуато де Альвеар |
| Произвольный пистолет, 50 метров (команды) | Аргентина · Марсело Торкуато де Альвеар · Анхель Велас · Хорхе Лубари · Беньямин Сегура · Андрес дель Пино | Италия · Алессандро Педерцоли · Авентино Ригини · Аттильо Конти · Чезаре Валерио · Луиджи Тавелли |                             |